# Оцешин
Оцешин (пол. Ocieszyn, нім. Augenfelde) — село в Польщі, у гміні Оборники Оборницького повіту Великопольського воєводства.
Населення — 370 осіб (2011).
У 1975—1998 роках село належало до Познанського воєводства.

## Демографія
Демографічна структура станом на 31 березня 2011 року:
|          | Загалом | Допрацездатний вік | Працездатний вік | Постпрацездатний вік |
| -------- | ------- | ------------------ | ---------------- | -------------------- |
| Чоловіки | 177     | 46                 | 122              | 9                    |
| Жінки    | 193     | 51                 | 117              | 25                   |
| Разом    | 370     | 97                 | 239              | 34                   |